# James Intveld
James Intveld (* 12. November 1959 in Venlo, Holland) ist ein US-amerikanischer Rockabilly-Musiker und Schauspieler, der in Los Angeles, USA lebt.

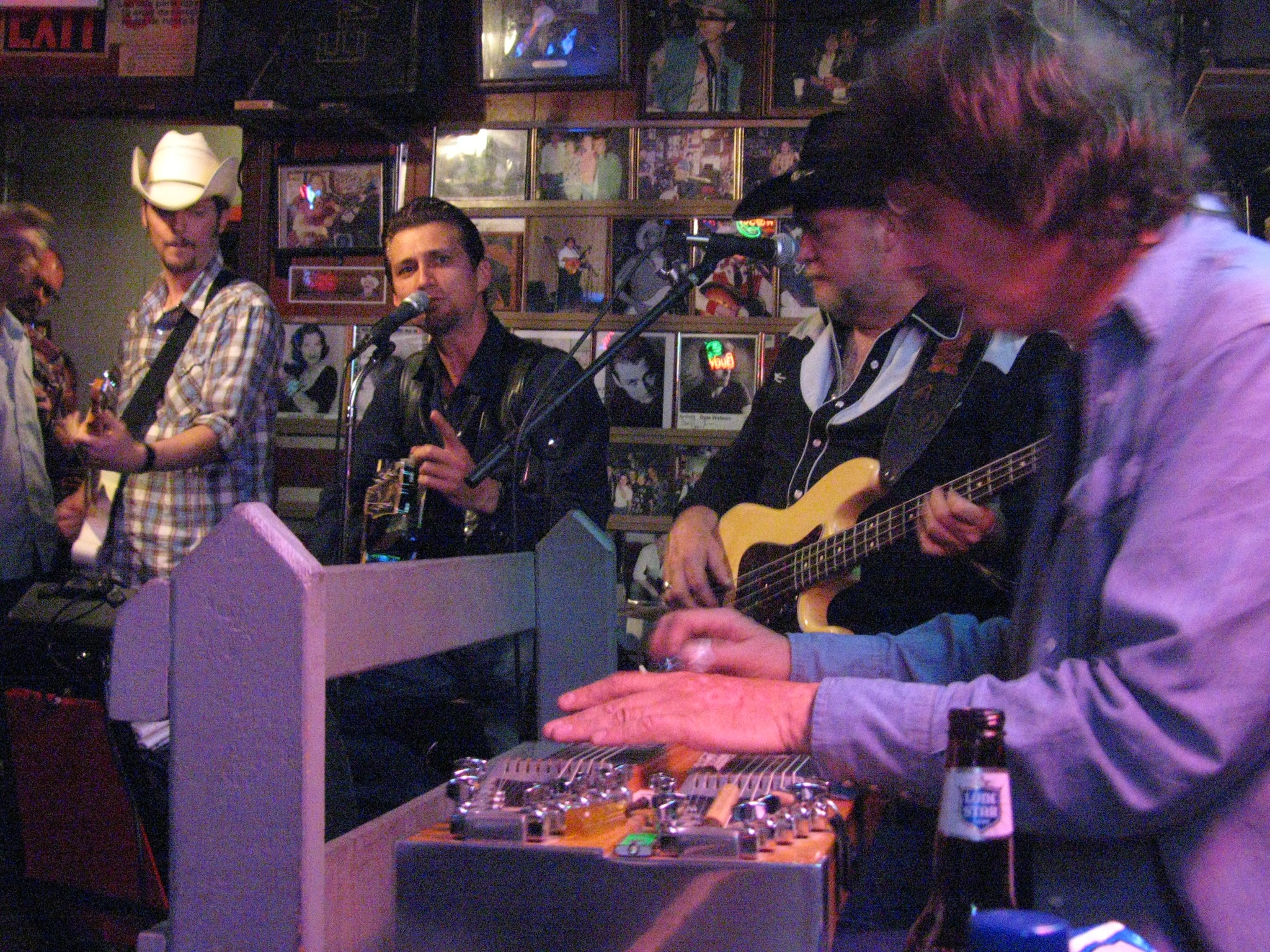
James Intveld (3. von rechts)

## Karriere
Intveld startete seine musikalische Karriere in einer Band namens Rockin' Shadows zusammen mit seinem jüngeren Bruder Ricky und seinem Freund Pat Woodward. Die Gruppe löste sich auf, als Ricky und Woodward Ricky Nelsons Stone Canyon Band beitraten. Beide starben 1985 zusammen mit Nelson bei einem Flugzeugabsturz während einer Tour.
Als Autor schrieb Intveld den Rosie-Flores-Hit Cryin Over You der im Oktober Platz 51 in den US-Country Charts erreichte.
1990 lieh Intveld Johnny Depp seine Sangesstimme für seine Rolle des Wade "Cry-Baby" Walker in dem John Waters-Film Cry-Baby.
Von 1993 bis 1995 spielte Intfeld Gitarre bei der US-Band The Blasters.
Von 2008 bis 2013 gehörte Intveld zu der Tourband von John Fogerty.
In der Band 13 von Lester Butler spielte Intveld das Schlagzeug.

## Diskografie
- 1995: James Intveld
- 2002: Somewhere Down the Road
- 2008: Have Faith

## Filmografie
- 1984: Highway 66
- 1987: Private Eye (TV-Serie, eine Folge)
- 1990: Cry-Baby
- 1991: Indian Runner (The Indian Runner)
- 1992: PS-Liebe (Deuce Coupe)
- 1992: Sandman
- 1993: Elvis and the Colonel: The Untold Story
- 1993: The Thing Called Love – Die Entscheidung fürs Leben (The Thing Called Love)
- 1994: Glory Days (Shake, Rattle and Rock!)
- 1994: In the Heat of Passion II: Unfaithful
- 1995: Fallen Angels (TV-Serie, eine Folge)
- 1997: Men Seeking Women
- 1998: Fis Mol
- 2000: The Beach Boys: An American Family (TV-Serie, zwei Folgen)
- 2001: 61
- 2004: Chrystal
- 2004: A Dirty Shame
- 2004: Monk (in der Folge Mr. Monk kann auch anders)
- 2005: Miracle at Sage Creek
- 2006: Seven Mummies
- 2007: Dragon Wars
- 2016: The Last Note